# 63 Геркулеса
63 Геркулеса (лат. 63 Herculis), V620 Геркулеса (лат. V620 Herculis), HD 155514 — одиночная переменная звезда в созвездии Геркулеса на расстоянии приблизительно 264 световых лет (около 80,8 парсек) от Солнца. Видимая звёздная величина звезды — от +6,23m до +6,19m. Возраст звезды определён как около 912 млн лет.

## Характеристики
63 Геркулеса — белая пульсирующая переменная звезда типа Дельты Щита (DSCTC) спектрального класса A8V, или A3. Масса — около 1,998 солнечной, радиус — около 2,367 солнечных, светимость — около 17,09 солнечных. Эффективная температура — около 7684 K.

## Планетная система
В 2019 году учёными, анализирующими данные проектов HIPPARCOS и Gaia, у звезды обнаружена планета.